# Ciacco
Ciacco és un personatge de ficció citat a diverses obres italianes, com La Divina Comèdia o els contes de Boccaccio. Apareix retratat com un noble golafre, que es comporta com un bufó (en un paper semblant al graciós del teatre barroc o al gignol posterior) quan té menjar al davant. No s'ha trobat cap correspondència històrica. Potser el nom és una contracció popular de Giacomo o algun nom comú.